# Бюстгальтер для кормящих

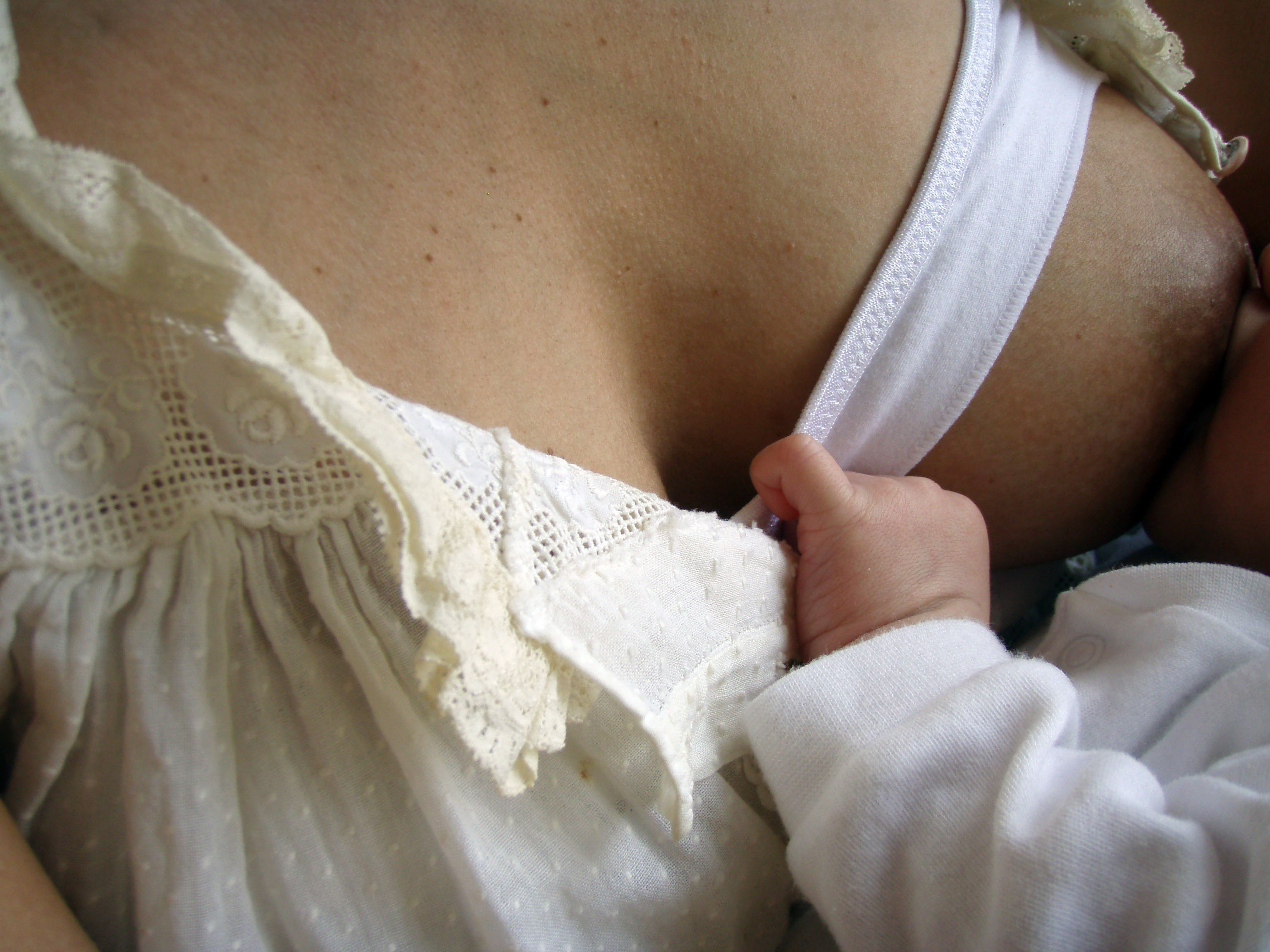
Женщина в бюстгальтере для кормящих

Бюстгальтер для кормящих — бюстгальтер, предназначенный для женщин, которые кормят грудью, даёт возможность делать это, не снимая его. Это достигается специально разработанными чашками бюстгальтера, которые включают закрылки, которые можно открыть одной рукой, чтобы выставить сосок.

## История

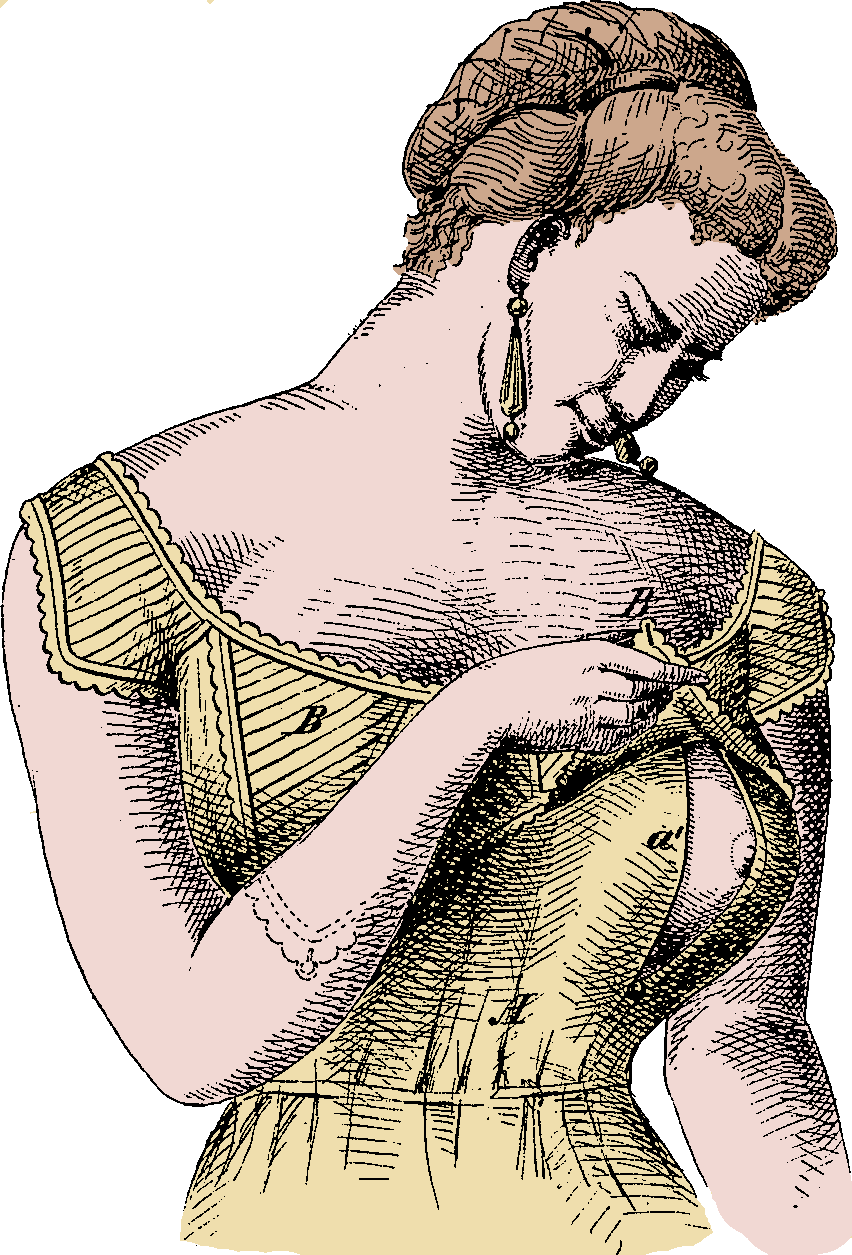
Сорочка для кормящих в 1872 году показывает подвижный лоскут, который обеспечивает доступ для грудного вскармливания

Первый патент на устройство, называемое «бюстгальтером для кормящих», был получен в 1943 году Альбертом А. Глассером. После Второй мировой войны послевоенный бэби-бум стимулировал значительное увеличение рынка бюстгальтеров для кормящих.
Для женщин, которые откачивают своё грудное молоко, доступны специализированные бюстгальтеры для отсасывания молока без участия рук.

## Типы бюстгальтеров для кормления
Разнообразие дизайнов бюстгальтеров для кормления постоянно растет, в том числе с мягкой чашкой, на косточках, бесшовных и мягких стилей. В верхней одежде, такой как майки и футболки, есть бюстгальтеры для кормящих, которые встроены в одежду, а также есть бюстгальтеры для кормления с мягкой подкладкой и бюстгальтеры больших размеров. Некоторые эксперты не рекомендуют носить бюстгальтер на косточках для кормления, поскольку он может ограничить отток молока и вызвать мастит. Большинство бюстгальтеров для кормления традиционно были белыми, но теперь производители предлагают все больший выбор цветов и стилей, включая коричневый, бирюзовый, цветочный и цветочный принты животных, а некоторые дополнены кружевом и лентой.